# アムル・ムーサ
アムル・ムハンマド・ムーサ（アラビア語: عمرو محمد موسى, IPA: [ˈʕɑmɾe mæˈħæmːæd ˈmuːsæ], Amr Mohammed Moussa, 1936年10月3日 - ）はエジプトの政治家、外交官。2001年から2011年までアラブ連盟事務局長を務めた。

## 経歴

### 外交官（1958-1991年）
1957年、カイロ大学で法律学の学位を取得した後、ムーサの外交官歴は始まった。1958年から1972年、ムーサは在スイス・エジプト大使館や国際連合エジプト代表部を含め、いくつかの在外公館で勤務した。1974年から1977年、エジプト外相補佐官を務める。1977年から1981年、さらに1983年から1990年、エジプト外務省・国際機関局局長を務めた。1981年から1983年、ムーサはニューヨークの国際連合で次席代表を務め、その後1983年から1986年、駐インド大使を務めた。1990年、国際連合エジプト首席代表に任命された。

### 外務大臣（1991-2001年）
1991年から2001年、ムーサはムバラク政権の下でエジプト外務大臣の職にあった。

### アラブ連盟事務局長（2001年-2011年6月）
2001年、ムーサはアラブ連盟事務局長に選ばれた。エジプト大統領ホスニー・ムバーラクの批判者は、 ムーサの連盟事務局長への任命は、彼を公の場から排除したいというムバラクの要望によるものだった、と主張する。
2003年、彼は国際的平和と安全保障に対する脅威・挑戦・変革に関する国際連合「ハイレベル委員会」(High Level Panel) のメンバーとなった。

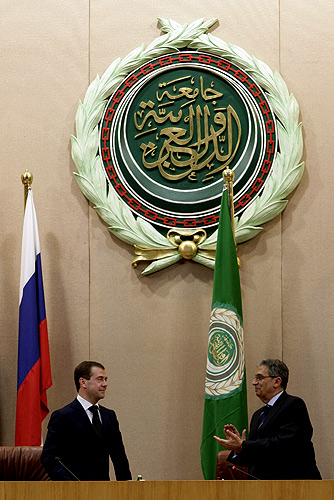
ムーサ事務局長とメドヴェージェフ露大統領（2009年6月23日、カイロ）

2009年、共同プロジェクトを強化し、平和および文化・政治レベルの対話を促進するため、ローマ教皇庁との合意覚書に署名し、法王ベネディクト16世と会談した。
2010年6月13日、ハマース支配下のガザに対し、経済封鎖を解くようイスラエルに圧力をかけるため、ムーサはガザ地区を訪問した。これは、2007年にハマースが選挙で勝利して以来初めての、アラブ連盟高官による訪問であった。ガザ船舶襲撃事件の直後、ムーサはアラブ連盟に対し、国連安保理にガザ封鎖の解除を訴えるよう述べている。
2011年のエジプト革命によりムバーラクが大統領を辞任した後の2011年2月27日、次期大統領選への出馬を表明した。
2011年6月アラブ連盟事務局長を退任。

### アラブ連盟事務局長退任後
2012年5月に行われた2012年エジプト大統領選挙では第1回目の投票で得票率11.12％に終わり、決選投票には進出できなかった。
2012年9月17日、リベラル、左派、旧NDP系を含む25の政党・政治勢力を糾合して結成する「エジプト会議党」の党首となることが明らかになった。
2023年、日本国政府より令和5年春の叙勲において、旭日大綬章が贈られた。

## 顕彰
- 2001年、ナイル大綬章（エジプト）
- 2001年、一等「2つのナイル」勲章（スーダン）
- 2023年、 旭日大綬章（日本国）